# Stand-up komedija
Stand-up komičar je osoba koja humorističnim nastupom nastoji nasmijati i zabaviti publiku na pozornici. Upravo ova izražena osobnost stand up komičara, dinamika komunikacije s publikom te aktualnost i bliskost sadržaja, odvajaju stand up komediju od npr. humoristične monodrame. Stand up komičar je svoj i pisac i izvođač, što u slučaju ovog drugog to najčešće nije slučaj.
Ne postoji dovoljno dobar prijevod engleskog izraza 'stand up', no ustvari radi se o svojevrsnom humorističnom, komičarskom nastupu u kojem se izražava stav o nečemu.
Izvan engleskog govornog područja, gdje je i nastala, ova vrsta scenskog nastupa postaje sve omiljenija.

## Vanjske poveznice
- StandUp.Hr  Arhivirana inačica izvorne stranice od 12. svibnja 2021. (Wayback Machine)
- Komedija s nogu
- StandUpKomedija.HR  Arhivirana inačica izvorne stranice od 22. listopada 2009. (Wayback Machine)